# Monte Colletto
Il monte Colletto (1167 m s.l.m.) è una montagna delle Alpi Cozie situata in Piemonte.

## Caratteristiche

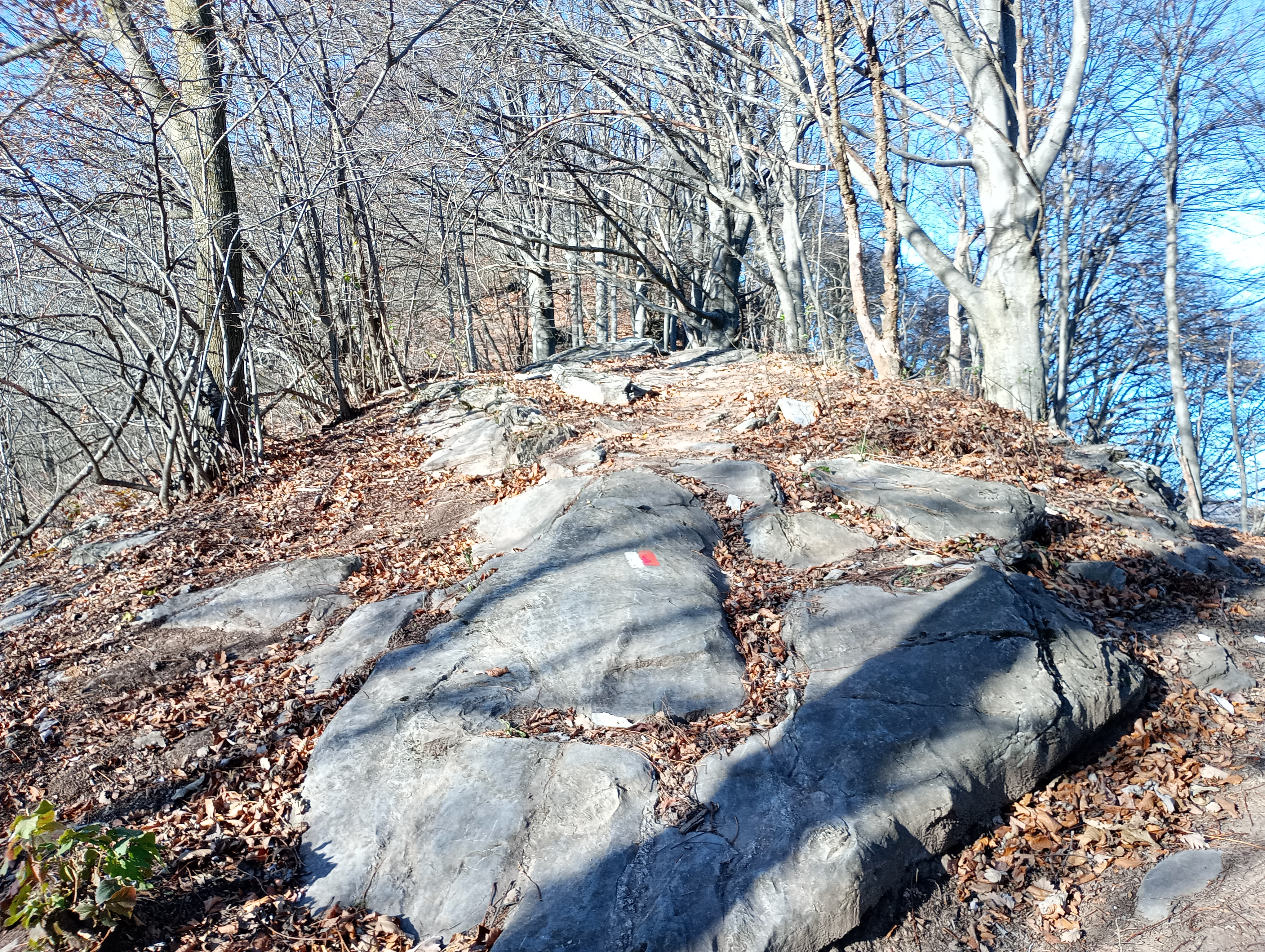
Affioramenti rocciosi sul crinale orientale della montagna

Il monte si trova sullo spartiacque fra la Valle Stura di Demonte (a sud) e una breve vallata aperta sulla pianura cuneese e bagnata dal Rio Sant'Anna. In direzione ovest il crinale perde quota fino al Pertuso del Colet, un valico minore a 963 m di quota che collega Rittana con Bernezzo. Verso est invece la costiera montuosa scende fino alla sella di Pra Gaudino (922 m). Il crinale si biforca poi originando verso sud-est un breve costolone, che culmina con il Bric Crocetta (1022 m), e verso nord-est un'altra diramazione la quale, prima di esaurirsi nella pianura, comprende l'elevazione sulla quale sorge il Santuario di San Maurizio, collocato tra il centro di Vignolo e San Michele di Cervasca.
Amministrativamente il Monte Colletto si trova sul confine tra i comuni di Cervasca e Roccasparvera e a breve distanza dal confine con Bernezzo.

## Ascensione alla vetta

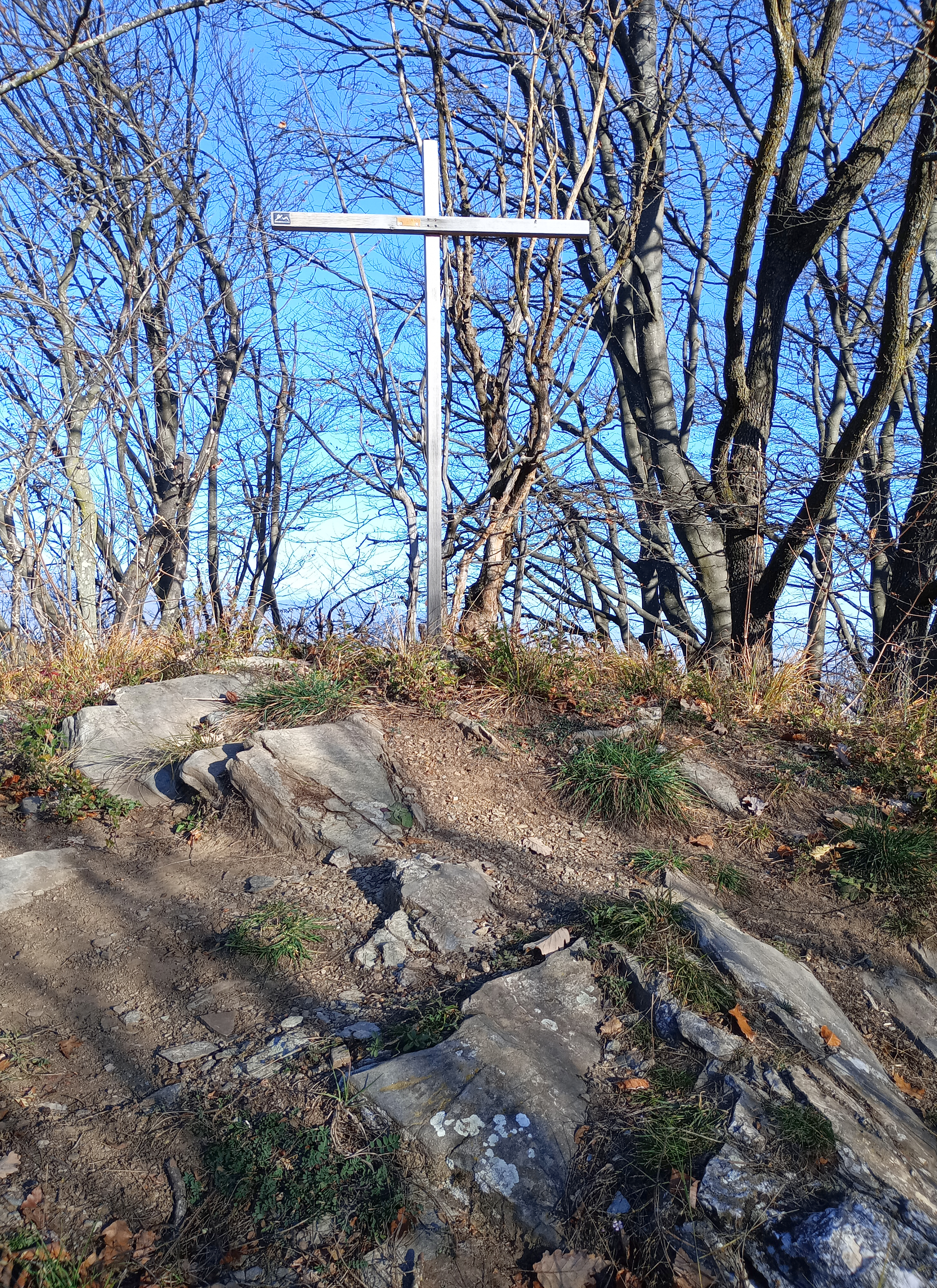
La croce di vetta

L'accesso alla cima della montagna con partenza da Vignolo costituisce una escursione la cui difficoltà è valutata come E. 
Il monte Colletto è anche meta di itinerari con le ciaspole.

## Geologia
La montagna è costituita principalmente di rocce di tipo calcareo, e un tempo vi si trovavano alcune cave di pietra. Cronologicamente le rocce della zona risalgono al periodo Cretaceo.